# Adolf Scholtze
Adolf Wawrzyniec (Lorenz) Scholtze (ur. 5 grudnia 1833 w Warszawie, zm. 4 czerwca 1914 tamże) – przemysłowiec warszawski, działacz stołecznej parafii ewangelickiej.

## Życiorys
Adolf Scholtze pochodził ze starej rodziny warszawskiej wyznania luterańskiego, która przywędrowała do Polski najprawdopodobniej z Saksonii jeszcze w XVIII wieku i zajmowała się wyrobem mydeł i świec. Dziad Karol Chrystian (zm. 1838), mydlarz warszawski, brał udział w insurekcji kościuszkowskiej syn jego Karol, ojciec Adolfa (1807-1895), żonaty z Augustą z Lothów (1812-1858) został w 1822 udziałowcem (37%) pierwszej w Królestwie Polskim fabryki chemicznej. Adolf przejął od ojca w latach 70. XIX wieku jego udziały i działał jako główny dyrektor zakładu, doprowadzając go do wielkiego rozkwitu i otwierając rynki na eksport w Niemczech i Rosji oraz wybudowując hutę szkła na warszawskim Targówku Fabrycznym. Firma, „Kijewski, Scholtze i Spółka, Spółka Akcyjna Fabryk Chemicznych i Huty Szklanej”, do 1918 największa fabryka chemiczna w Królestwie, istniała do roku 1939.
Scholtze był aktywistą warszawskiej parafii ewangelickiej pw. św. Trójcy, gdzie zajmował się szczególnie kościelnymi organizacjami charytatywnymi.
Był dwukrotnie żonaty: z Natalią z Sennewaldów (zm. 1866), córką księgarza Gustawa Adolfa Sennewalda, oraz z Natalią ze Schlicków (zm. 1926).
Pochowany na warszawskim cmentarzu ewangelicko-augsburskim (al. 55 nr 14).